# Pierre de Celano
Pietro Berardi, connu sous le nom de Pietro da Celano (ou di Celano) pour la possession du comté de Celano (vers 1150 – août ou septembre 1212), était un noble italien, comte d'Albe, Celano et Civitate, seigneur de Vairano et Venere (it), capitaine et grand justicier des Pouilles, de la Terre de Labour et du royaume de Sicile.

## Biographie
Fils de Berardo Berardi (it), comte d'Albe et Marsi, lui-même fils de Crescenzio (comte de Marsi de 1090 à 1135), il naquit vers 1150. Déjà seigneur de Venere, vers 1170 il fut investi du comté d'Albe, qui appartenait avant le gouvernement de Ruggero de Ollia (Rogerio de Albe) à son père Berardo, et sous le roi du royaume de Sicile Guillaume II de Sicile, connu comme « le Bon », acheta le comté de Celano, auparavant détenu par sa famille.
Après la mort de ce souverain, on peut entrevoir en lui une première véritable tentative de se tailler un rôle clé dans la politique militaire de son époque : lors de la descente en Italie de l'empereur Henri V, il le soutint contre le roi Tancrède de Sicile. À la mort de ce dernier, il participe à quelques événements importants, dont le procès contre les souverains Guillaume III de Sicile et Sibylle de Médanie et la « Diète pascale de Bari ».
Après la mort de l'empereur, il resta dans les bonnes grâces de son épouse Constance de Hauteville et l'aida à affronter Markward d'Anweiler. Cependant, lorsqu'elle lui cède la seigneurie de Vairano, il prend parti contre la reine et le pape Innocent III, qui, pour le ramener dans leurs rangs, lui offrent 1 500 onces d’or contre la promesse d’arrêter l'avancée de Markward dans les territoires environnants de l’abbaye de Montecassino et de l’ermitage Saint-Germain.
La prise soudaine de la Terre de Labour de Diépold d'Acerra par Guglielmo di Lauro, comte de Caserta, survenue en 1199, poussa Markward à reconsidérer ses visées expansionnistes en Sicile. Pietro Berardi en profita pour consolider ses territoires et obtint l'investissement du comté de Civitate, situé en Capitanata, ce qui lui permit pendant une courte période (le comte de Chieti Ruggero di Teate revendiquait ses droits sur le comté) d'imposer sa domination jusqu'à la côte Adriatique.
Au mois de mars 1200 Diépold d'Acerra, malgré l'absence de son commandant, décide de poursuivre l'avancée de l'armée allemande dans les Abruzzes, en poussant jusqu'au territoire de Venafro, fief situé à proximité des possessions de Pietro Berardi, qui, évidemment menacé, il décide de lui faire face. Cependant, les affrontements qui en découlent se sont tous retournés contre lui (notamment son fils Berardo a été capturé et emprisonné à Rocca d'Arce). Seule l'arrivée soudaine de Gautier de Brienne, un dirigeant français doté d'une grande expérience militaire, allié du Pape, renversa l'issue des conflits : le 23 juin 1201, Pierre réussit à vaincre Diépold à Venafro et à soumettre la campagne du Molise, qui entra de plein droit dans ses possessions grâce au mariage de son fils Tommaso avec Judith de Molise. Avec la réunification de la campagne du Molise et des comtés d'Albe et Celano, Pietro avait sous sa domination le plus grand État féodal situé dans la partie nord du royaume de Sicile, à la frontière avec l'État pontifical, ce qui lui permettait de gouverner de manière indépendante, tant en termes de politique étrangère et intérieure. À ce pouvoir s'ajoute également la validation du titre de grand justicier des Pouilles et de la Terre de Labour par le pape.
Le retour de Markward d'Anweiler et du beau-frère de Pierre, Gautier de Palear, visant à organiser une contre-offensive contre Gautier de Brienne, entraîna Pietro à leurs côtés et lui fit perdre le titre de grand justicier. Un affrontement entre les deux partis eut lieu le 22 octobre 1201 avec la bataille de Cannes, qui vit la victoire de Gautier de Brienne et la capture de Pietro Berardi, libéré peu après. Cela a conduit Gautier de Palear à changer de parti et Pietro Berardi à attaquer, avec Jacopo Sanseverino, certains fiefs de Diépold d'Acerra, dont Alife, et à reprendre la position de grand justicier. Les événements ultérieurs virent la mort de Gautier de Brienne, la réconciliation de Diépold d'Acerra avec le pape et l'obtention de la ville de Capoue par Pietro Berardi aux dépens de Riccardo dell'Aquila, comte de Fondi, qui étendit ainsi ses domaines jusqu'à la Terre de Labour.
Au cours de la période de trois ans 1209-1211, Pierre s'allia avec Diépold à l'empereur Otton IV de Brunswick pour contrer la politique anti-féodale de Frédéric II de Souabe. Otton IV, pour garantir son entrée dans le royaume, renforça le rôle de justicier exercé par Pierre, qui devint ainsi capitaine et grand justicier du royaume de Sicile, et lui accorda la marche d'Ancône, lui permettant ainsi d'atteindre le sommet de sa carrière politique et militaire. Cependant, la mort subite de Pierre, survenue en août ou septembre 1212, met fin à cette suprématie, qui ne sera pas conservée longtemps par ses descendants.

## Mariage et descendance
Pietro Berardi épousa la sœur de Gautier de Palear, dont le nom est inconnu, avec qui il eut cinq fils et trois filles :
- Bérard, fils aîné, décédé en bas âge, qui avait épousé Marguerite de Montbéliard, nièce de Gautier de Brienne[1] en 1201 ;
- Tommaso (it), comte d'Albe, de Celano et de Molise, qui épousa Giuditta de Molise, fille de Ruggero et dernière descendante de la famille Molise[2] ;
- Rainaldo, cardinal et archevêque de Capoue[2] ;
- Richard, comte de Celano, mort jeune en 1221[2] ;
- Peter, sur lequel il y a peu d'informations[2] ;
- Rogasiata, mariée en 1189 à Giovanni, comte de Ceccano, parent du pape Innocent III[1] ;
- Stefania, qui épousa Conrad de Schweinspeunt, fils de Diépold d'Acerra[1] ;
- une autre fille, dont le nom est inconnu, qui épousa Rinaldo d'Anvers[1][Note 1].